# نیسیم بار سلوماه
نیسیم بار سلوماه یا نیسیم بن سولومون یک حاخام یهودی ایرانی از شهر همدان بود که در سال ۱۸۴۷ میلادی از طرف حاخام همدان ملا الیاهو به اروپا و از آنجا به کانادا رفت. او کتاب تاریخ یهودیان را در سال ۱۸۵۰ در لندن منتشر کرد. ملا الیاهو حاخام نیسیم را به لندن و از آنجا به مونترال کانادا فرستاد تا از یهودیان اروپا و کانادا درخواست کمک نماید. بر اساس اطلاعات به دست آمده از بار سلوماه، حاخام آبراهام دو سولا، حاخام پرتغالیان مونترال هشت مقاله در مورد مشکلات یهودیان ایران نوشت. ربی نیسیم همچنین اطلاعات زیادی در مورد نحوه زندگی یهودیان همدان ارائه کرد. بر اساس نوشتارهای دو سولا در این زمان در همدان یک یشیوا وجود داشته است که در آن کتابهایی نظیر شولحان عاروخ، کتابهای ابن میمون، میشنا توراه، تلمود بابلی و اورشلیمی و عین یاکوف تدریس میشده است.